# Jour de chance
Pour les articles homonymes, voir Riding High.
Jour de chance (Riding High) est un film américain réalisé par Frank Capra, sorti en 1950.
Il s'agit d'un remake de La Course de Broadway Bill (1934), réalisé également par Capra.

## Synopsis
Dan Brooks, fraichement diplômé de Yale, devrait épouser Margaret, la fille de  J.L. Higgins, un riche homme d'affaires et rejoindre ensuite l'entreprise familiale de fabrication de boîtes de conserves. Il est bien plus intéressé par la course à cheval, dont celui qu'il possède et qui s'appelle Broadway Bill. Ayant des difficultés au travail, Dan et son palefrenier Whitey quittent la ville pour inscrire Bill au Derby impérial mais ils doivent d'abord trouver de l'argent pour payer les frais d'inscription. Dan et son vieil ami, le professeur Pettigrew, essaient chacun d'escroquer l'autre pour obtenir de l'argent, puis doivent chanter l'hymne de Yale lorsqu'ils ne peuvent pas payer l'addition dans un restaurant.
Entrre temps, Alice, la jeune sœur de Maggie, est secrètement amoureuse de Dan et elle lui offre de l'argent en mettant ses biens en gage. Whitey est battu en essayant de gagner de l'argent au craps, et Broadway Bill est emmené en voiture parce que Dan ne paie pas sa facture de fourrage. Dan est également jeté en prison mais un homme riche parie sur Bill à 100 contre 1, ce qui entraîne de fausses rumeurs selon lesquelles le cheval est un vainqueur assuré. La cote baisse rapidement mais les parieurs et un jockey véreux essaient de faire en sorte que leurs propres favoris gagnent la course. Broadway Bill parvient à gagner la course mais s'effondre sur la ligne d'arrivée et subit une crise cardiaque fatale. Dan, qui est sortie de prison,  trouve du réconfort dans sa tristesse lorsqu'il décide d'acheter et de faire courir Broadway Bill II. 
L'enthousiasme de Dan persuade Alice et son père de l'aider.

## Fiche technique
- Titre : Jour de chance
- Titre original : Riding High
- Réalisation : Frank Capra
- Scénario : Robert Riskin, Melville Shavelson, Jack Rose et Mark Hellinger
- Production : Frank Capra
- Musique : Victor Young
- Photographie : George Barnes et Ernest Laszlo
- Montage : William Hornbeck
- Costumes : Edith Head
- Maquillage : Wally Westmore
- Pays d'origine : États-Unis
- Format : Noir et blanc - Mono
- Genre : Comédie
- Durée : 112 minutes
- Date de sortie : 1950
- Affiche : Boris Grinsson (France)

## Distribution
- Bing Crosby : Dan Brooks
- Coleen Gray : Alice Higgins
- Charles Bickford : J.L. Higgins
- Frances Gifford : Margaret Higgins
- William Demarest : Happy
- Raymond Walburn : Prof. Pettigrew
- James Gleason : Secrétaire des courses
- Ward Bond : Lee
- Clarence Muse : Whitey
- Percy Kilbride : Pop Jones
- Harry Davenport : Johnson
- Margaret Hamilton : Edna
- Paul Harvey : Whitehall
- Douglass Dumbrille : Eddie Howard
- Gene Lockhart :  J.P. Chase
- Rand Brooks : Henry Early
- Marjorie Lord : Mary Winslow
- Irving Bacon : Homme-sandwich
- Joe Frisco (en) : Lui-même
- Frankie Darro : Jockey Williams
- Charles Lane : Erickson
- Dub Taylor : Joe

Et, parmi les acteurs non crédités :
- Max Baer : Bertie
- Ann Doran : Infirmière
- Margaret Field : Servante
- Byron Foulger : Maître d'hôtel
- Oliver Hardy : « Pigeon »
- E. Mason Hopper : Spectateur
- Tom Kennedy : Autre « pigeon »
- James Nolan : Shérif-adjoint
- Snub Pollard : Spectateur